# Дюнэм, Мартен Франсуа
Мартен Франсуа Дюнем (фр. Martin François Dunesme; 1767–1813) — французский военный деятель, бригадный генерал (1813 год), барон (1810 год), участник революционных и наполеоновских войн.

## Биография
Родился в семье королевского нотариуса и судьи Николя Дюнема (фр. Nicolas Dunesme; 1712–1785) и его супруги Жанны Элизабет Ваарт (фр. Jeanne Elisabeth Waharte; 1731–1780).
Начал военную службу 22 сентября 1791 года в 1-м батальоне волонтёров департамента Арденны в звании старшего сержанта (данный батальон сперва влился в состав 102-й полубригады, затем 106-й). Принимал участие в кампаниях 1792-93 годов в рядах Арденнской, затем Северной армий. 15 мая 1792 года был произведён в капитаны. Отличился в бою 4 марта 1793 года у маленькой деревушки Эсмен, расположенной между Эрве и Льежем. Французская армия, отдыхавшая в ущелье, была застигнута врасплох австрийцами; капитан Дюнем бежит к своей роте, собирает её, бросается на врага в штыки, убивает около пятидесяти человек, и присоединяется к своему батальону только после того, как полностью обратил в бегство всю колонну неприятеля. В этом бою он один бросился в середину вражеских рядов и отправился искать двух австрийских солдат, которых он привёл в плен. 16 числа того же месяца, перед Тирлемоном, он неожиданно напал на австрийские посты, вынудив их поспешно отступить. В том же году переведён в Западную армию и принял участие в боевых действиях против мятежников в Вандее. 23 октября 1793 года ранен пулей в правое колено в сражении при Лавале. В ночном бою 21-22 ноября 1793 года получил огнестрельное ранение в левую руку при Доле. Отличился в сражении 11 октября 1794 года при Шатийоне, где роялисты атаковали республиканскую колонну, стоявшую перед этим городом, и, разгромили её. Капитан Дюнем, охранявший штаб, оставил свой пост последним, прикрывая со своим отрядом отступление. Отойдя на некоторое расстояние за пределы города, он увидел вражеский флаг и решил захватить его. Он идёт в атаку, но не получив должной поддержки от сослуживцев, оказался один среди врагов. Атакуемый тогда роялистами, прибывшими в большом количестве, он неизбежно пал бы, если бы не Окле, его бывший квартирмейстер, а теперь конный канонир легиона Вестермана, который пришёл ему на помощь. Этот воин, несмотря на смертоносный огонь вандейцев, добрался до капитана, посадил его на коня, которого вёл в руке, а затем помог ему прорваться сквозь толпу врагов. Вернувшись в свою роту, Дюнем снова поддерживал отступление с горсткой людей до Буа-де-Шевра, где собралось несколько сотен республиканцев. С этими людьми он контратаковал роялистов, и вынудил их бежать.
24 октября 1793 года Дюнем в одиночку со своей ротой более часа поддерживал отступление армии, и ему даже посчастливилось вырвать из рук вандейцев большое количество жителей, которых эти фанатики хотели убить. При этом он получил тяжёлую контузию правого колена и стал бы жертвой роялистов, если бы не бесстрашие адъютанта Кавеньяка, который увёз его на лошади, вытащив из-под вражеских штыков.
19 июня 1795 года определён в Армию Берегов Бреста и был ранен в правую руку во время атаки со своей ротой. 17 декабря 1796 года произведён в командиры батальона 106-й полубригады линейной пехоты в составе Рейнской армии. В 1799 году определён в Гельветическую армию. 8 июня 1799 года с батальоном новобранцев, который он вёл в бой в первый раз, он атаковал противника на Альбисе, недалеко от Цюриха, убил 500 человек и отвоевал позицию, которую дивизия Сульта должна была эвакуировать. 14 августа он вытеснил австрийцев с Малого Сен-Бернара, убив или ранив сотню человек и взяв 20 пленных. 30 августа при Сузе, где он командовал четырьмя ротами, образующими правую колонну, он взял у неприятеля 150 пленных, а 16 сентября при Риволи еще 150 пленных. 4 ноября в битве при Савиллане он прорвал вражеские батальоны, отобрал у них одну пушку, взял другую и заставил 230 австрийцев сложить оружие. 6 апреля в сражении при Монте-Фаччо близ Генуи, где он командовал центральной колонной, он взял в плен 300 человек, а его шинель была изрешечена пулями. 15-го числа того же месяца при Альбиссоле, вывел из боя генерала Массену, а потом в одиночку сразился с несколькими австрийцами, и троих из них заставил сдаться. Под Вольтой 18-го он разбил, имея всего 30 человек, австрийский батальон численностью 700 человек. 30 апреля 1800 года при Дё-Фрер был ранен пулями навылет в правое бедро и правую руку.
После возвращения во Францию служил в 9-м военном округе. 24 декабря 1801 года в Люксембурге женился на Маргрит Франсуа (фр. Marguerite François; 1785–1861), от которой имел четверых сыновей: Антуан (фр. Antoine Dunesme; 1805–1877), Фредерик (фр. Marie Frédéric Auguste Dunesme; 1807–1807), Жозеф (фр. Joseph Louis Maxime Dunesme; 1810–1865) и Жан (фр. Jean Еmile Édouard Dunesme; 1812–1863).
Вернувшись в Итальянскую армию в 1801 году служил в гарнизоне в Конельяно. 22 декабря 1803 года получил звание майора, и стал заместителем командира 69-го полка линейной пехоты. Участвовал в кампании 1807 года в составе Великой Армии. 11 июля 1807 года был произведён Императором в полковники, и 10 ноября 1807 года назначен командиром 25-го полка линейной пехоты. В ходе Австрийской кампании 1809 года сражался при Ландсхуте, Экмюле, Регенсбурге и Ваграме. В одной из схваток был окружён австрийскими солдатами, но схватил их офицера за воротник и, пользуясь им как живым щитом, сумел вернуться к французским линиям. Участвовал в Русском походе 1812 года, сражался при Салтановке, Смоленске, Шевардино, Бородино и Малоярославле. Посланный маршалом Даву в Гожув, он отступил через Витницу к Костшину, позволив неприятелю осадить Гожув. 5 февраля 1813 года, во время ожесточённой ссоры, маршал Даву вырвал у него саблю и арестовал его. 20 февраля следственной комиссией в Берлине приговор был отменён. Вернулся в свой полк.
13 июля 1813 года получил звание бригадного генерала, и был назначен командиром 1-й бригады 1-й пехотной дивизии 1-го корпуса генерала Вандамма. 30 августа 1813 года в сражении при Кульме возглавил атаку своей бригады с целью отбить деревню Хеллендорф, прорвал прусскую линию и был убит в возрасте 46 лет.

## Воинские звания
- Старший сержант (21 сентября 1791 года);
- Капитан (15 мая 1792 года);
- Командир батальона (17 декабря 1796 года);
- Майор (22 декабря 1803 года);
- Полковник (11 июля 1807 года);
- Бригадный генерал (13 июля 1813 года).

## Титулы
- Барон Дюнем и Империи (фр. baron Dunesme et de l'Empire; декрет от 15 августа 1809 года, патент подтверждён 11 июня 1810 года)[2].

## Награды
Легионер ордена Почётного легиона (25 марта 1804 года)
 Офицер ордена Почётного легиона (12 июля 1809 года)